# Округ Вобаш (Илиноис)
Вобаш (енгл. Wabash County) је округ у америчкој савезној држави Илиноис.

## Демографија
По попису из 2010. године број становника је 11.947, што је 990 (-7,7%) становника мање 2000. године.
| Група             | 2000.          | 2010.          |
| Белци             | 12.602 (97,4%) | 11.498 (96,2%) |
| Афроамериканци    | 51 (0,4%)      | 77 (0,6%)      |
| Азијати           | 58 (0,4%)      | 70 (0,6%)      |
| Хиспаноамериканци | 95 (0,7%)      | 158 (1,3%)     |
| Укупно            | 12.937         | 11.947         |